# The Corrs
The Corrs — ірландський фолк-рок гурт з міста Дандолк, заснований 1990 року. До складу гурт входять члени сім'ї Корр: сестри Андреа (лідер-вокал, вістл), Шерон (скрипка, вокал), Керолайн (ударні, перкусія, боран, вокал) і брат Джим (гітара, клавішні, вокал).
Здобули світову популярність, виступивши на Літніх олімпійських іграх 1996 року. З того моменту вони випустили п'ять студійних альбомів і кілька синглів, які отримали платиновий статус у різних країнах. Їх найуспішніший альбом Talk on Corners отримав мульти-платиновий статус в Австралії та Великій Британії.
Студійні альбоми:
- Forgiven, Not Forgotten (1995)
- Talk on Corners (1997)
- In Blue (2000)
- Borrowed Heaven (2004)
- Home (2005)